# Otwarte mistrzostwa Europy par open w brydżu sportowym
Otwarte Mistrzostwa Europy Par Open w brydżu sportowym (ang. European Open Bridge Championships – Open Par) – zawody par brydżowych w kategorii open, w których startować mogą zawodnicy ze wszystkich krajów (nie tylko europejskich) bez ograniczenia liczby zawodników z jednego kraju.
Otwarte Mistrzostwa Europy Par Open (OME-PO) obecnie wchodzą w skład  Otwartych mistrzostw Europy.  
Poprzednikiem tych zawodów były Mistrzostwa Europy Par Open (European Open Pairs Championship), których 11 edycji było zorganizowanych w latach 1976–2001, przy czym w latach 1989–2001 zawody te były organizowane razem z Mistrzostwami Europy par seniorów.
OME-PO odbywają się w latach nieparzystych. W latach parzystych odbywają się Drużynowe mistrzostwa Europy. Zawody zostały wpisane do kalendarza EBL od roku 2003 dzięki staraniom ówczesnego Prezydenta EBL Gianarrigo Rona.

## Formuła zawodów
- W Otwartych Mistrzostwach Europy Par Open w brydżu sportowym  może wziąć udział dowolna liczba par;
- W parze mogą występować zawodnicy z różnych krajów (nie tylko europejskich);
- Nie ma ograniczenia liczby zawodników z jednego kraju;
- Zwycięzcy zawodów otrzymują złoty medal oraz tytuł Mistrza Europy;
- Para, która zdobyła 2 miejsce otrzymuje srebrny medal;
- Para, która zdobyła 3 miejsce otrzymuje brązowy medal.

## Podsumowanie medalowe
Poniższa tabela pokazuje zdobycze medalowe poszczególnych krajów. Uwzględnione są wszystkie zawody – zarówno edycje 1–11 (Mistrzostwa Europy Par Open przed włączeniem do Otwartych Mistrzostw Europy), jak i edycje od numeru 12 (po włączeniu do OME).
Jeśli w parze, która zdobyła medal byli zawodnicy z różnych krajów, to każdemu z krajów zostaje przyznany medal.
Po najechaniu kursorem nad liczbę medali wyświetli się wykaz zawodów (następna tabela), na których te medale zostały zdobyte.
| Otwarte Mistrzostwa Europy. Mistrzostwa Europy. Pary Open. Podsumowanie medalowe (stan na: 29 czerwca 2013, edycje 1..17) | Otwarte Mistrzostwa Europy. Mistrzostwa Europy. Pary Open. Podsumowanie medalowe (stan na: 29 czerwca 2013, edycje 1..17) | Otwarte Mistrzostwa Europy. Mistrzostwa Europy. Pary Open. Podsumowanie medalowe (stan na: 29 czerwca 2013, edycje 1..17) | Otwarte Mistrzostwa Europy. Mistrzostwa Europy. Pary Open. Podsumowanie medalowe (stan na: 29 czerwca 2013, edycje 1..17) | Otwarte Mistrzostwa Europy. Mistrzostwa Europy. Pary Open. Podsumowanie medalowe (stan na: 29 czerwca 2013, edycje 1..17) | Otwarte Mistrzostwa Europy. Mistrzostwa Europy. Pary Open. Podsumowanie medalowe (stan na: 29 czerwca 2013, edycje 1..17) |
| F | Kraj | Złotych | Srebrnych | Brązowych | |
| --- | --- | --- | --- | --- | --- |
| Anglia | Anglia | _00_02_01_Anglia | 2 | 1 | |
| Austria | Austria | _00_01_00_Austria | 1 | | |
| Bułgaria | Bułgaria | 1 | | 1 | |
| Francja | Francja | 6 | 3 | 2 | |
| Holandia | Holandia | _00_02_02_Holandia | 2 | 2 | |
| Izrael | Izrael | _00_02_00_Izrael | 2 | | |
| Niemcy | Niemcy | 1 | | 2 | |
| Norwegia | Norwegia | _00_00_01_Norwegia | | 1 | |
| Polska | Polska | 7 | 1 | 3 | |
| Szwecja | Szwecja | 1 | 2 | 1 | |
| Stany Zjednoczone | USA | 2 | 1 | | |
| Włochy | Włochy | _00_04_04_Włochy | 4 | 4 | |
| Razem | Razem | 18 | 18 | 17 | |

## Wyniki (medalowe) poszczególnych zawodów
Poniższa tabela zawiera medalowe pozycje Mistrzostw Europy Par Open  (edycje 1–11) jak i Otwartych Mistrzostw Europy Par Open (edycje od 12).
| Otwarte Mistrzostwa Europy. Pary. Kategoria Open. (stan na: 29 czerwca 2013, edycje 1–17) | Otwarte Mistrzostwa Europy. Pary. Kategoria Open. (stan na: 29 czerwca 2013, edycje 1–17) | Otwarte Mistrzostwa Europy. Pary. Kategoria Open. (stan na: 29 czerwca 2013, edycje 1–17) |
| Lp                                                                                        | M                                                                                         | Zespół i skład                                                                            |
| ----------------------------------------------------------------------------------------- | ----------------------------------------------------------------------------------------- | ----------------------------------------------------------------------------------------- |
| 17:                                                                                       | 2013, 06-15..29, Ostenda, (Belgia), 280 par                                               | 2013, 06-15..29, Ostenda, (Belgia), 280 par                                               |
| 17:                                                                                       | 1                                                                                         | Sabine Auken - Roy Welland                                                                |
| 17:                                                                                       | 2                                                                                         | Jan Jansma - Zia Mahmood                                                                  |
| 17:                                                                                       | 3                                                                                         | : Nils Kåre Kvangraven - Terje Lie                                                        |
| 16:                                                                                       | 2011, 06-17..07-02, Poznań, (Polska), 323 pary                                            | 2011, 06-17..07-02, Poznań, (Polska), 323 pary                                            |
| 16:                                                                                       | 1                                                                                         | : Artur Guła – Mikołaj Taczewski                                                          |
| 16:                                                                                       | 2                                                                                         | : Eldad Ginosar – Ron Pachtman                                                            |
| 16:                                                                                       | 3                                                                                         | : Krzysztof Buras – Grzegorz Narkiewicz                                                   |
| 15:                                                                                       | 2009, 06.12–27, San Remo, (Włochy), 303 pary                                              | 2009, 06.12–27, San Remo, (Włochy), 303 pary                                              |
| 15:                                                                                       | 1                                                                                         | : Björn Fallenius – Peter Fredin                                                          |
| 15:                                                                                       | 2                                                                                         | : Krzysztof Jassem – Krzysztof Martens                                                    |
| 15:                                                                                       | 3                                                                                         | : Sjoert Brink – Bas Drijver                                                              |
| 14:                                                                                       | 2007, 06.15–30, Antalya, (Turcja), 295 par                                                | 2007, 06.15–30, Antalya, (Turcja), 295 par                                                |
| 14:                                                                                       | 1                                                                                         | : Wiktor Aronow – Julian Stefanow                                                         |
| 14:                                                                                       | 2                                                                                         | Artur Malinowski – Nicklas Sandqvist                                                      |
| 14:                                                                                       | 3                                                                                         | : Władimir Maraszew – Iwan Conczew                                                        |
| 13:                                                                                       | 2003, 06-16..07-02, Arona, (Hiszpania), 208 par                                           | 2003, 06-16..07-02, Arona, (Hiszpania), 208 par                                           |
| 13:                                                                                       | 1                                                                                         | : Apolinary Kowalski – Piotr Tuszyński                                                    |
| 13:                                                                                       | 2                                                                                         | : Stelio Di Bello – Furio Di Bello                                                        |
| 13:                                                                                       | 3                                                                                         | : Tom Townsend – David Gold                                                               |
| 12:                                                                                       | 2003, 06.14–28, Mentona, (Francja), 340 par                                               | 2003, 06.14–28, Mentona, (Francja), 340 par                                               |
| 12:                                                                                       | 1                                                                                         | : Jeff Meckstroth – Eric Rodwell                                                          |
| 12:                                                                                       | 2                                                                                         | : Dawid Birman – Amir Lewin                                                               |
| 12:                                                                                       | 3                                                                                         | : Paul Chemla – Phillipe Cronier                                                          |
| 11:                                                                                       | 2001, 03.19–24, Sorento, (Włochy), 313 par                                                | 2001, 03.19–24, Sorento, (Włochy), 313 par                                                |
| 11:                                                                                       | 1                                                                                         | : Jarosław Cieślak – Jan Moszyński                                                        |
| 11:                                                                                       | 2                                                                                         | : Leandro Burgay – Carlo Mariani                                                          |
| 11:                                                                                       | 3                                                                                         | : Dano De Falco – Guido Ferraro                                                           |
| 10:                                                                                       | 1999, 03.15–20, Warszawa, (Polska), 402 par                                               | 1999, 03.15–20, Warszawa, (Polska), 402 par                                               |
| 10:                                                                                       | 1                                                                                         | : Paul Chemla – Alain Levy                                                                |
| 10:                                                                                       | 2                                                                                         | : Norberto Bocchi – Giorgio Duboin                                                        |
| 10:                                                                                       | 3                                                                                         | : Apolinary Kowalski – Jacek Romański                                                     |
| 9:                                                                                        | 1997, 03.17–22, Haga, (Holandia), 301 par                                                 | 1997, 03.17–22, Haga, (Holandia), 301 par                                                 |
| 9:                                                                                        | 1                                                                                         | : Roman Kierznowski – Krzysztof Łukaszewicz                                               |
| 9:                                                                                        | 2                                                                                         | : Michel Abécassis – Jean-Christophe Quantin                                              |
| 9:                                                                                        | 3                                                                                         | : Peter Fredin – Magnus Lindkvist                                                         |
| 8:                                                                                        | 1995, 03.21–26, Rzym, (Włochy), 292 par                                                   | 1995, 03.21–26, Rzym, (Włochy), 292 par                                                   |
| 8:                                                                                        | 1                                                                                         | : Piotr Gawryś – Krzysztof Lasocki                                                        |
| 8:                                                                                        | 2                                                                                         | : Paul Hackett – Tony Terlow                                                              |
| 8:                                                                                        | 3                                                                                         | : Maurizio Pattacini – Antonio Sementa                                                    |
| 7:                                                                                        | 1993, 03.19–21, Bielefeld, (Niemcy), 346 par                                              | 1993, 03.19–21, Bielefeld, (Niemcy), 346 par                                              |
| 7:                                                                                        | 1                                                                                         | : Michel Abécassis – Jean-Christophe Quantin                                              |
| 7:                                                                                        | 2                                                                                         | : Jean-Paul Meyer – Francois Stretz                                                       |
| 7:                                                                                        | 3                                                                                         | : Carol van Oppen – Maximiliaan Johannes Rebattu                                          |
| 6:                                                                                        | 1991, Montecatini, (Włochy), 109 par                                                      | 1991, Montecatini, (Włochy), 109 par                                                      |
| 6:                                                                                        | 1                                                                                         | : Michel Abécassis – Jean-Christophe Quantin                                              |
| 6:                                                                                        | 2                                                                                         | : Tjerk Sjoerds – Pieter Bas Wintermans                                                   |
| 6:                                                                                        | 3                                                                                         | : Alain Levy – Herve Mouiel                                                               |
| 5:                                                                                        | 1989, 03.17–19, Salsomaggiore, (Włochy), 200 par                                          | 1989, 03.17–19, Salsomaggiore, (Włochy), 200 par                                          |
| 5:                                                                                        | 1                                                                                         | : Marcin Leśniewski – Tomasz Przybora                                                     |
| 5:                                                                                        | 2                                                                                         | : Giancarlo Astore – Massimo Lanzarotti                                                   |
| 5:                                                                                        | 3                                                                                         | : Nedju Buchlev – Berthold Engel                                                          |
| 4:                                                                                        | 1987, Paryż, (Francja), 224 par                                                           | 1987, Paryż, (Francja), 224 par                                                           |
| 4:                                                                                        | 1                                                                                         | : Jean-Paul Meyer – M Le Royer                                                            |
| 4:                                                                                        | 2                                                                                         | : Philippe Cronier – Michel Lebel                                                         |
| 4:                                                                                        | 3                                                                                         | : Mario Di Maio – Enrico Longinotti                                                       |
| 3:                                                                                        | 1985, Monte Carlo, (Monako)                                                               | 1985, Monte Carlo, (Monako)                                                               |
| 3:                                                                                        | 1                                                                                         | : Paul Chemla – Michel Perron                                                             |
| 3:                                                                                        | 2                                                                                         | : Jan Fucik – Franz Terraneo                                                              |
| 3:                                                                                        | 3                                                                                         | : Andrea Buratti – Antonio Mortarotti                                                     |
| 2:                                                                                        | 1980, 05-03..10, Monte Carlo, (Monako), 128 par                                           | 1980, 05-03..10, Monte Carlo, (Monako), 128 par                                           |
| 2:                                                                                        | 1                                                                                         | : Marek Kudła - Andrzej Milde                                                             |
| 2:                                                                                        | 2                                                                                         | : Bjorn Axelsen – Gunnar Hallberg                                                         |
| 2:                                                                                        | 3                                                                                         | : Helmut Hausler – Peter Splettstosser                                                    |
| 1:                                                                                        | 1976, 12.11–18, Cannes, (Francja), 82 pary                                                | 1976, 12.11–18, Cannes, (Francja), 82 pary                                                |
| 1:                                                                                        | 1                                                                                         | : Paul Chemla – Michel Lebel                                                              |
| 1:                                                                                        | 2                                                                                         | : Bjorn Axelsen – Jim Nielsen                                                             |
| 1:                                                                                        | 3                                                                                         | : Janusz Łunis – Cezary Szadkowski                                                        |